# Paul Alexandre
Paul Alexandre (20. července 1838 Alençon, Francie – 6. dubna 1883 Alençon, Francie) byl francouzský botanik a mykolog. Zajímal se především o řasy, mechy a houby. Claude Casimir Gillet ve své knize Hymenomycètes de la France po něm pojmenoval několik druhů hub (Locella alexandri, Paxillus alexandri).

## Dílo
- Considerations sur les études fongologiques
- «Ví scientifique d'Elias Fries», Bulletin de la Société linnéenne de Normandie, 1874, p. 112-9